# Chramn
Titre
Prince des Francs
Chramn ou Chramne « Corbeau» en vieux francique, né entre 520 et 540, mort en décembre 560, est le fils du roi des Francs Clotaire Ier et de Chunsine, probablement sa deuxième reine.

## Biographie

Vice-royaume d'Aquitaine en 556-560.

En 555, Thibaut meurt et son royaume passe sous la domination de Clotaire Ier. Celui-ci récupère en Aquitaine les villes de Clermont, Javols, Le Puy, Cahors, Limoges, Albi, Rodez, Lodève et Eauze ainsi que Bourges, prise à Childebert Ier en 535. Contrairement à Thibert Ier et à son fils Thibaut, qui ont pratiqué une politique de rapprochement entre Romains et Francs à la suite de la révolte de l'Auvergne en 532, Clotaire Ier préfère surveiller la région par l'intermédiaire de son fils Chramn. Ce dernier a pour charge de résider à Clermont et d'occuper la région, de régler une question épiscopale et de mettre la région en coupe réglée. Son vice-royaume (Unterkönigtum), le premier royaume d'Aquitaine,, est composé des cités de Poitiers, Tours, Limoges et Clermont. Les cités de la Prima Aquitania lui ont probablement été accordées, c’est-à-dire Bourges, Le Puy, Javols, Rodez, Cahors, Albi, et même Toulouse. 
Chramn a sa propre politique en Aquitaine : il émet des préceptes et implante des fidèles. À l'aide de gens de sa truste (garde personnelle du roi généralement d'origine servile), il fait enlever des filles de sénateurs. Il y a là infraction au code théodosien et au bréviaire d'Alaric qui interdisent et punissent le rapt de jeunes filles mineures mais aussi le mariage entre femmes de l’ordre sénatorial et esclave. Cette manœuvre permet aux futurs maris d’hériter des terres de ces jeunes filles de la haute société, de dépouiller les grands propriétaires terriens et implanter des jeunes Francs richement pourvus et alliés aux grandes familles. 
Il remplace alors le comte Firmin de Clermont par Saluste, fils d’Envode, homme issu d’une famille sénatoriale clermontoise et apparenté à l’ancien comte Hortensius. Il fait également remplacer le comte de Limoges. Violant l’asile de Saint-Julien de Brioude, il expulse Firmin et Césarie, sa belle-mère, et s’empare de tous leurs biens. Il se rend alors à Poitiers où il se laisse influencer par le désir d’indépendance aquitain, dont le rêve est la création d’un royaume indépendant. Le complot est mené par des laïcs hostiles au roi Franc et aux évêques aquitains qui lui sont fidèles. Le poitevin Léon, un des conjurés et sujet de Childebert, tente de faire restituer au fisc royal tous les biens que les églises de Saint-Martin de Tours et Saint-Martial de Limoges avaient obtenus par les rois. Chramn demande alors à son oncle Childebert Ier, qui n’a pas aimé que Clotaire s’empare du royaume de Thibaut sans effectuer le partage voulu par la loi salique, de l’aider dans son projet. Childebert encourage Chramn à s’autoproclamer roi et à se constituer une armée pour l’aider à renverser Clotaire. Chramn réunit une armée épaulé par les comtes de Tours et de Poitiers, malgré l’opposition du duc Austrapius. Il se rend alors à Limoges et proclame son autorité sur toute la région. 

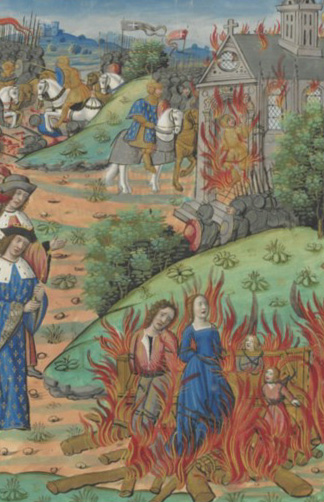
Au second plan à droite : Incendie de Saint-Martin de Tours (560) ;
au second plan à gauche : Bataille entre Clotaire Ier et les Bretons (560) ;
au premier plan : Mort de Chramn. Guillaume Crétin, chroniques françaises. Après 1515, Rouen, France. Bibliothèque nationale de France.

Clotaire, contraint de guerroyer contre les Saxons peut-être à l’instigation de Childebert, envoie ses fils Charibert et Gontran mener une armée à la rencontre de Chramn. Ils se rendent alors en Auvergne, puis à Limoges, et enfin le retrouvent à Saint-Georges-Nigremont, dans le canton de Crocq de l'actuel département de la Creuse. Leurs armées se font face au pied du "mont noir" ("Nigremont") où ils incitent Chramn à rendre les terres appartenant à leur père. Il refuse et une tempête empêche la bataille. Chramn en profite pour duper ses frères en envoyant un messager les informant de la mort de Clotaire, qui se bat contre les Saxons. Charibert et Gontran se rendent aussitôt en Burgondie. La rumeur disant que Clotaire est mort en Saxe se répand dans toute la Gaule, y compris aux oreilles de Childebert qui se laisse abuser. Il se peut que cette rumeur ne soit donc pas une ruse de Chramn, avec qui Childebert est en relation. Chramn en profite alors pour étendre son influence jusqu’à Chalon-sur-Saône. Il assiège la ville et la conquiert. Il rencontre ensuite Childebert dans la place fort de Dijon mais se voit refuser l'accès à la ville. 
Chramn se marie à Chalda, fille du comte d’Orléans Wiliachaire (Willacharius) qui est subordonné à Childebert.
Chramn rencontre une nouvelle fois Childebert à Paris et confirme son soutien,,.
Il est possible qu’ils aient fait battre monnaie à leurs noms  pour sceller l’union : un tremisse (tiers de sou d’or mérovingien) portant sur une face le nom d’un roi Hildebertus et sur l’autre le nom de Chramnus daté d’avant 570 et trouvé à Bordeaux est attribué au roi Childebert Ier. Grégoire de Tours définit Chramn comme rex, cependant, il est possible que le nommé Chramnus soit un monétaire homonyme du prince Chramn.
Le 23 décembre 558,, Childebert meurt d’une longue maladie, ce qui permet à Clotaire de s’emparer de son royaume. Ce décès brise net la consolidation du royaume de Chramn. Les Grands du royaume de Paris qui ont aidé à combattre Clotaire se retrouvent à sa merci. Il fait donc appel aux Bretons, avec lesquels il a dû s'entendre grâce au comte de Tours Willacharius, beau-père de Chramn, qui se réfugie alors avec sa femme dans la basilique Saint-Martin de Tours, qui fut incendié « à cause des péchés du peuple et des scandales qui y étaient perpétrés par Wiliachaire et sa femme ». Le roi Clotaire fait alors restaurer la basilique.
Dénué de soutien, Chramn se retrouve obligé de se soumettre à l’autorité de son père comme il aurait dû le faire suivant les lois romaines, germaniques, et chrétiennes. Clotaire lui accorde son pardon et place son fils sous surveillance.

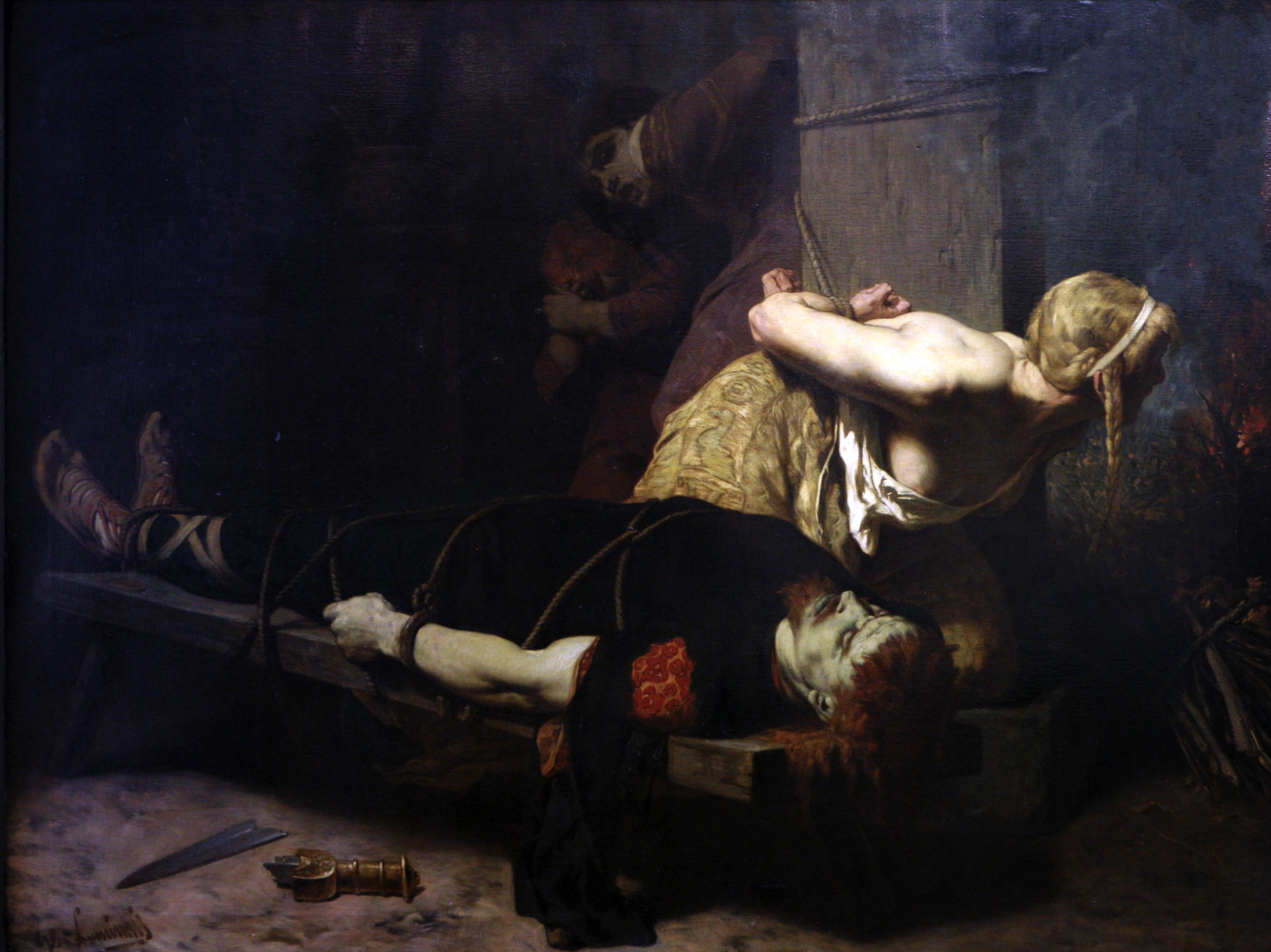
La Mort de Chramm par Évariste-Vital Luminais, musée des beaux-arts de Brest.

En 560, il s’enfuit avec sa femme et ses filles en Bretagne, auprès du comte Conomor, ancien allié de Childebert, qu’il a dû rencontrer à la cour de son oncle. Conomor, parfois identifié comme roi de Dumnonia en Grande-Bretagne, avait tué le comte breton Iona avec la complicité de Childebert, pour s’emparer de son comté. 
Entre le 1er septembre 559 et le 31 août 560, avec l’aide des Bretons, Chramn pilla et détruisit un grand nombre de lieux appartenant à son père. Clotaire, accompagné de son fils Chilpéric, s’avance vers la Bretagne en novembre ou décembre 560. Lors de la bataille, localisée dans le territoire de Vannes près de la côte, que le comte Willachaire aurait dû disputer aux Bretons[pas clair], Conomor est vaincu et tué alors qu’il tourne le dos à l’ennemi. Conomor possédait des terres des deux côtés de la Manche et Chramn avait peut-être l’intention pour fuir Clotaire de se réfugier en Grande-Bretagne avec le soutien de Conomor. Il s’enfuit pour prendre la mer mais tente d'abord de secourir sa femme et ses filles. Il est alors capturé et aussitôt condamné à mort. Enfermé dans une masure avec son épouse et ses filles, il y est étranglé avant que le feu ne soit mis à l'édifice.

## Sources
- Jean Charles L. Simonde de Sismondi, Histoire de la chute de l'Empire romain et du déclin de la civilisation, de l'an 250 à l'an 1000, Paris: Treuttel et Würtz, 1835 (OCLC 6969556).

Cet article comprend des extraits du Dictionnaire Bouillet. Il est possible de supprimer cette indication, si le texte reflète le savoir actuel sur ce thème, si les sources sont citées, s'il satisfait aux exigences linguistiques actuelles et s'il ne contient pas de propos qui vont à l'encontre des règles de neutralité de Wikipédia.
- Grégoire de Tours (trad. Robert Latouche), Histoire des Francs, Les Belles Lettres, coll. « Les Classiques de l'histoire de France au Moyen Âge, 27-28 », Paris, 1963 2 tomes, réédition 1995.
- Michel Rouche, L'Aquitaine des Wisigoths aux Arabes, 418-781 : naissance d'une région, Paris, École des Hautes Études en Sciences Sociales, Jean Touzot, 1979  (ISBN 978-2-7132-0685-6).
- Marius d'Avenches, Chronique, collection « Sources de l'Histoire », éditions Paléo, 2006  (ISBN 284909207X).
- Frédéric Armand, Chilpéric Ier, le roi assassiné deux fois, La louve éditions, 2008  (ISBN 978-2-916488-20-2).